# Monte Croce (Lazio)
Il monte Croce è un rilievo dei monti Lucretili, nel Lazio, nella provincia di Roma, nel comune di Vivaro Romano.